# معجب عجيب (برنامج تلفزيوني)
معجب عجيب برنامج مسابقات تفاعلي عرض عام 2009 على شاشة تلفزيون المستقبل وقدمه الإعلامي اللبناني ميشيل قزي على مدى 13 حلقة. الجائزة الكبرى التي قدمت بلغت قيمتها 25 ألف دولار أمريكي.
المسابقة هي النسخة العربية من البرنامج الأمريكي "Hollywood Squares" الذي يوزع من قبل شركة كينغ ورلد والتي تم عرضه في العديد من الدول حول العالم منذ عام 1966. تم تعديل بعض قواعد البرنامج ليتلائم مع ذوق المشاهد العربي وتقريب صيغته إلى مسابقة للمعلومات العامة.

## فكرة البرنامج
تقوم فكرة البرنامج على تباري 12 مشترك من مختلف الدول العربية على مدى 12 حلقة، في المعلومات العامة حول موضوع معين أو شخصية ما تختلف من حلقة وأخرى، لديهم الإلمام بكل ما يتعلق بها. في المسرح يبقى المشتركون بداخل مربع عملاق مؤلف ثلاث طوابق، داخله مقسم إلى 12 مربع صغير حيث يجلسون فيهم. المسابقة مؤلفة من أربعة مراحل وبنهاية كل الحلقة يتأهل «المعجب العجيب» للحلقة النهائية لينافس مع جميع متأهلين الحلقلت السابقة على جائزة البرنامج الكبرى.

### المرحلة الأولى
هذه المرحلة مؤلفة من خمسة اسئلة مصورة وبكل سؤال ثلاث احتمالات، يحصلون فيها على عدد من النقاط. لديهم ست ثوان للإجابة على كل سؤال، التوقيت يبدأ من لحظة إعطاء الاحتمالات. هذه الاحتمالات مقسمة إلى ثلاث ألوان هي الأحمر، الأزرق والأصفر حيث امام كل متسابق أزرار تحمل هذه الألوان لكي يجيب على السؤال من خلال الضغط على الزر الموافق. يتأهل للمرحلة التالية المتسابقين الستة الحاصلين على أكبر مجموع من النقاط.

### المرحلة الثانية - VIP
بهذه المرحلة يستضاف أربعة شخصيات مقربة من شخصية الحلقة أو لديها معرفة عميقة بموضوع ما، سيقومون بطرح ثلاثة أسئلة على المشتركين. النقاط الممكن الحصول عليها هو 1، 3 أو 5 نقاط. «الحاسوب العجيب» يقوم بعملية انتقاء عشوائيا أحد المشتركين، الذي بدوره سيختار أحد الشخصيات الأربعة لكي يجب على سؤاله. إذا أخطئ يحذف من رصيده قيمة نقاط السؤال وممكن أن يصبح الرصيد سلبي إذا كثرت الأخطأ. يتأهل للمرحلة التالية أفضل ثلاث.

### المرحلة الثالثة
على المشتركين الثلاثة الإجابة على أكبر قدر ممكن من الأسئلة السريعة ضمن مدة زمنية وجيزة قدرها 45 ثانية. الاثنان الحاصلان على أكبر مجموع من النقاط ينتقلان للمرحلة الأخيرة.

### المرحلة الرابعة والأخيرة
بهذه المرحلة تحصل مواجهة بين الاثنان، حيث تطرح ستة أسئلة، سؤال بسؤال لكل واحد بتتالي. يعطى لهما وسيلة مساعدة هي «البونوس»، فيها تضاف نقتطان إلى مجموع نقاطهماز الحاصل على أكبر مجموع من النقاط يكون الفائز بالحلقة ويحصل على درع السباق ولقب معجيب معجيب ذلك الموضوع وجائزة عينية عبارة عن ساعة تبلغ قيمتها ألف دولار أمريكي.
الفائز بالحلقة النهائية بجائزة مقدارها 25 ألف دولار أمريكي (25,000$) كان المتسابق اليمني سامر عبد العزيز العبسي، الذي حصل على لقب «معجب عجيب وردة الجزائرية». وقد تسلم جائزته من الفنانة اليمنية أروى. كما حصل الفائز بالمركز الثاني المتسابق اللبناني طارق غلايني على سفرة مدفوعة كامل التكاليف لشخصين.

## روابط خارجية
- معجب عجيب على موقع IMDb (الإنجليزية)
- معجب عجيب على موقع كينوبويسك (الروسية)
- معجب عجيب على موقع قاعدة بيانات الفيلم (الإنجليزية)
- معجب عجيب على موقع قاعدة بيانات الفيلم (الإنجليزية)